# Рудницький Іван Львович
Іван Львович Рудницький (14 січня 1978, місто Дрогобич, Львівська область) — український діяч, полковник СБУ. З 8 листопада 2024 року — голова Волинської обласної державної адміністрації.

## Життєпис
Народився 14 січня 1978 року у м. Дрогобич, що на Львівщині.
У 2000 році завершив навчання у Дрогобицькому державному педагогічному університеті за спеціальністю «педагогіка і методика середньої освіти», «англійська мова і література», «французька мова і література». Отримав кваліфікацію вчителя англійської і французької мов та зарубіжної літератури.
У 2008 році закінчив Львівський національний університет імені Івана Франка за спеціальністю «правознавство» з кваліфікацією юриста.
У 2008 році, працюючи у Львівському УСБУ, разом з Русланом Бішком нагороджений почесною грамотою Кабінету Міністрів України за боротьбу з контрабандою на залізничному пункті пропуску «Мостиська» Західної регіональної митниці затримано близько 1400 тонн м’ясопродуктів, фактично уражених сальмонелою.
У 2014–2015 роках згаданий у джерелах як заступник начальника УСБУ у Закарпатській області, начальник Головного відділу по боротьбі з корупцією та організованою злочинністю.
У 2015–2018 роках займав аналогічну посаду у Львівській області.
Як заступник начальника УСБУ у Львівській області за 2015 рік задекларував 227,4 тис. грн доходу. Його дружина Юлія Наумчук-Рудницька нічого не заробила, окрім 15,3 тис. грн матеріальної допомоги, однак користується автомобілем BMW X5 2014 року випуску.
Мав стосунок до переслідування членів "Автономного опору" м. Львова, яке санкціонував 2016 року тогочасний начальник Львівського УСБУ Андрій Ткачук.
Начальник управління Служби безпеки України у Закарпатській області (з 1 липня 2019 до 19 липня 2022 року).
З 19 липня 2022 до 1 травня 2024 року очолював управління СБУ в Полтавській області, а 1 травня 2024 року був призначений начальником управління СБУ Волинської області.
З 8 листопада 2024 року — голова Волинської обласної державної адміністрації.

## Наукове звання
- доктор філософії з права (2020 р.)

## Сім'я
Батько — Рудницький Лев Іванович, 1949 року народження, військовослужбовець ЗС Радянської армії, мешканець Дрогобича.
Одружений, має одну дитину.